# Vini Fantini Nippo/2014
Deze pagina geeft een overzicht van de Vini-Fantini-Nippo-wielerploeg in 2014.

## Algemeen
Algemeen manager: Rocco Menna
Ploegleiders: Stefano Giuliani, Alessandro Spezialetti, Ken Hashikawa, Hiroshi Daimon, Maurizio Formichetti
Fietsmerk: De Rosa

## Renners
| Naam                      | Geboortedatum | Nationaliteit | Ploeg 2013                |
| ------------------------- | ------------- | ------------- | ------------------------- |
| Yuya Akimaru              | 01-06-1991    | Japan         |                           |
| Alessandro Bisolti        | 07-03-1985    | Italië        |                           |
| Grega Bole (vanaf 2-4)    | 13-08-1985    | Slovenië      | Vacansoleil-DCM           |
| Pierpaolo De Negri        | 05-06-1986    | Italië        | Vini Fantini-Selle Italia |
| Giuseppe Fonzi (tot 15-5) | 02-08-1991    | Italië        |                           |
| Eduard-Michael Grosu      | 04-09-1992    | Roemenië      |                           |
| Manabu Ishibashi          | 30-11-1992    | Japan         |                           |
| Yuma Koishi               | 15-09-1993    | Japan         |                           |
| Shiki Kuroeda             | 08-01-1992    | Japan         |                           |
| Kim Magnusson             | 31-08-1992    | Zweden        |                           |
| Alessandro Malaguti       | 22-09-1987    | Italië        | Androni Giocattoli        |
| Takashi Miyazawa          | 27-02-1978    | Japan         | Saxo-Tinkoff              |
| Daniel Paulus             | 10-03-1993    | Oostenrijk    | RC Gourmetfein Wels       |
| Willie Smit               | 29-12-1992    | Zuid-Afrika   |                           |
| Riccardo Stacchiotti      | 08-11-1991    | Italië        |                           |
| Antonio Viola             | 21-09-1990    | Italië        |                           |
| Genki Yamamoto            | 19-11-1991    | Japan         |                           |

## Overwinningen
Nationale kampioenschappen wielrennen
 Japan, tijdrit, Beloften: Manabu Ishibashi
 Roemenië, wegrit, Beloften: Eduard-Michael Grosu
Ronde van Dubai
Sprintklassement: Willie Smit
Circuit des Ardennes
1e etappe: Pierpaolo De Negri
3e etappe: Grega Bole
Puntenklassement: Grega Bole
Carpathian Couriers Race
5e etappe: Eduard-Michael Grosu
6e etappe: Eduard-Michael Grosu
Puntenklassement: Eduard-Michael Grosu
Szlakiem Grodów Piastowskich
1e etappe: Grega Bole
Ronde van Japan
3e etappe: Pierpaolo De Negri
Puntenklassement: Grega Bole
Ronde van Estland
1e etappe: Eduard-Michael Grosu
Eindklassement: Eduard-Michael Grosu
Puntenklassement: Eduard-Michael Grosu
Bergklassement: Riccardo Stacchiotti
Jongerenklassement: Eduard-Michael Grosu
Ronde van Korea
1e etappe: Grega Bole
Puntenklassement: Grega Bole
2008 · 2009 · 2010 · 2011 · 2012 · 2013 · 2014 · 2015 · 2016